# Уокер, Ширли
Ши́рли Энн Уо́кер (англ. Shirley Anne Walker; 10 апреля 1945, Напа, штат Калифорния, США — 30 ноября 2006, Рино, штат Невада, США), урождённая Роджерс — американский композитор, дирижёр, оркестровщик и музыкант-исполнитель. Известна в качестве композитора голливудских кинолент, телефильмов и анимационных фильмов в жанре фантастики и фэнтези. Вероятно является первой женщиной, приглашённой в качестве единственного композитора игрового фильма крупной голливудской киностудии. За свою деятельность дважды удостоена Дневной премии «Эмми». Благодаря своим достижениям называлась самым успешным американским кинокомпозитором среди женщин.

## Биография
Ширли росла в калифорнийских округах Напа и Контра-Коста. Её родители были музыкантами-любителями. В период учебы в средней школе музыкально одарённая Ширли солировала на пианино в Симфоническом оркестре Сан-Франциско, а затем училась, получая стипендию, в Университете штата в Сан-Франциско. Училась у Роджера Никсона композиции и у Харальда Логана в студии фортепиано в Беркли. В Сан-Франциско Ширли попробовала себя в киноиндустрии. С 1967 по 1978 годы занималась написанием музыки для «промышленного кино» и джинглов. В качестве пианиста Уокер участвовала в симфоническом оркестре Окленда и фестивальном оркестре Кабрильо — по два сезона в каждом из них.
В 1978 году Уокер стала причастной к «большому кино», будучи нанятой в качестве музыканта-электронщика для записи музыки «Апокалипсиса сегодня» Фрэнсиса Форда Копполы. Затем, Уокер в качестве композитора работала с Кармайном Копполой над созданием саундтрека для фильма «Чёрный скакун». В 1980-х годах Уокер участвовала в создании музыки сериалов «Фэлкон Крест» и «Чайна-Бич» и отметилась своим вкладом в фильмы категории B — «Хозяин подземной тюрьмы» и «Вурдалаки».
В 1992 году Уокер была приглашена на съёмки киноленты «Исповедь невидимки» и вероятно стала первой женщиной, утверждённой крупной голливудской кинокомпанией в качестве единственного композитора постановочного фильма. Ширли Уокер специализировалась на жанрах «экшн» и «фантастика», в частности была сокомпозитором анимационных сериалов, основанных на комиксах издательства DC Comics, в том числе «Бэтмен», «Бэтмен будущего» и «Супермен», написала музыку для таких фильмов, как «Турбулентность», «Уиллард», «Побег из Лос-Анджелеса», первых трёх частей серии «Пункт назначения».
В качестве оркестратора и дирижёра Уокер много раз сотрудничала с кинокомпозиторами Дэнни Эльфманом и Хансом Циммером.
Ширли Уокер умерла в возрасте 61 года от осложнений после инсульта — аневризмы мозга — в Медицинском центре Уошоу, в городе Рино, штат Невада, где она гостила у сестры.

### Семья
В 1967 году Ширли вышла замуж за Дона Уокера. В браке у них родились два сына — Колин (1970) и Иэн (1972). Уокер на несколько месяцев пережила мужа, который скончался в марте 2006 года от рака лёгких. Ситуация с выставленным мужу диагнозом и последующей временной ремиссией стала источником вдохновения композитора при написании концертной пьесы под названием «Oncogenic Quietude» — «Канцерогенная тишина», заказанной для Симфонического оркестра Санта-Барбары. Чтобы отдохнуть от кинобизнеса, Ширли ухаживала за виноградником Дона, занимаясь истреблением сусликов. У неё была лицензия на использование отравляющих химических веществ и ядов.

## Отзывы
Издание Los Angeles Times полагает, что Ширли Уокер запомнят в качестве первопроходца среди женщин в области киномузыки.

## Фильмография
| Год       |     | Русское название                             | Оригинальное название                                          | Роль       |
| --------- | --- | -------------------------------------------- | -------------------------------------------------------------- | ---------- |
| 1977—1982 | с   | Лу Грант                                     | Lou Grant                                                      | композитор |
| 1981—1990 | с   | Фэлкон Крест                                 | Falcon Crest                                                   | композитор |
| 1982      | ф   |                                              | The End of August                                              | композитор |
| 1983      | ф   |                                              | Touched                                                        | композитор |
| 1984      | ф   | Хозяин подземной тюрьмы                      | Ragewar                                                        | композитор |
| 1984      | ф   |                                              | Violated                                                       | композитор |
| 1985      | ф   | Вурдалаки                                    | Ghoulies                                                       | композитор |
| 1986      | мф  |                                              | Fluppy Dogs                                                    | композитор |
| 1988—1991 | с   | Чайна-Бич                                    | China Beach                                                    | композитор |
| 1989      | ф   | Внезапное богатство                          | Strike It Rich                                                 | композитор |
| 1990      | ф   | Чикаго Джо и стриптизерша                    | Chicago Joe and the Showgirl                                   | композитор |
| 1990      | ф   | Дик Трэйси                                   | Dick Tracy                                                     | композитор |
| 1990—1991 | с   | Флэш                                         | The Flash                                                      | композитор |
| 1991      | ф   | Белый клык                                   | White Fang                                                     | композитор |
| 1991      | ф   | Прирождённый гонщик                          | Born to Ride                                                   | композитор |
| 1992      | ф   | Исповедь невидимки                           | Memoirs of an Invisible Man                                    | композитор |
| 1992      | док |                                              | Promise Not to Tell                                            | композитор |
| 1992—1995 | мс  | Бэтмен                                       | Batman                                                         | композитор |
| 1992      | тф  |                                              | Majority Rule                                                  | композитор |
| 1992      | в   | Вспышка III: Смертоносный паслён             | Flash III: Deadly Nightshade                                   | композитор |
| 1993      | мф  | Бэтмен: Маска Фантазма                       | Batman: Mask of the Phantasm                                   | композитор |
| 1994      | тф  | Наваждение гостиницы «Морской утёс»          | The Haunting of Seacliff Inn                                   | композитор |
| 1995—1996 | с   | Космос: Далёкие уголки                       | Space: Above and Beyond                                        | композитор |
| 1995      | тф  | Приключения капитана Зума в открытом космосе | The Adventures of Captain Zoom in Outer Space                  | композитор |
| 1995      | мф  |                                              | Prelude to Eden                                                | композитор |
| 1996      | тф  | Крик ребёнка                                 | The Crying Child                                               | композитор |
| 1996      | ф   | Побег из Лос-Анджелеса                       | Escape from L.A.                                               | композитор |
| 1996—2000 | мс  | Супермен                                     | Superman                                                       | композитор |
| 1996      | тф  | Нечто из космоса 2                           | It Came from Outer Space II                                    | композитор |
| 1997      | ф   | Турбулентность                               | Turbulence                                                     | композитор |
| 1997      | тф  | Астероид                                     | Asteroid                                                       | композитор |
| 1997—1999 | мс  | Спаун                                        | Spawn                                                          | композитор |
| 1997—1999 | мс  | Новые приключения Бэтмена                    | The New Batman Adventures                                      | композитор |
| 1997      | тф  | Фольксваген-жук                              | The Love Bug                                                   | композитор |
| 1998      | тф  | Радионяня: Звук страха                       | Baby Monitor: Sound of Fear                                    | композитор |
| 1998      | тф  |                                              | The Garbage Picking Field Goal Kicking Philadelphia Phenomenon | композитор |
| 1999—2001 | мс  | Бэтмен будущего                              | Batman Beyond                                                  | композитор |
| 2000      | с   | Другие                                       | The Others                                                     | композитор |
| 2000      | ф   | Пункт назначения                             | Final Destination                                              | композитор |
| 2001—2003 | мс  | Проект Зета                                  | The Zeta Project                                               | композитор |
| 2002      | тф  | Исчезновение                                 | Disappearance                                                  | композитор |
| 2002      | ф   | Ритуал                                       | Ritual                                                         | композитор |
| 2002      | ф   | Пункт назначения 2                           | Final Destination 2                                            | композитор |
| 2003      | ф   | Уиллард                                      | Willard                                                        | композитор |
| 2003      | док |                                              | Rat People: Friends and Foes                                   | композитор |
| 2006      | ф   | Пункт назначения 3                           | Final Destination 3                                            | композитор |
| 2006      | док |                                              | Kill Shot: The Making of ’FD3’                                 | композитор |
| 2006      | ф   | Чёрное Рождество                             | Black Christmas                                                | композитор |
| 2012      | док |                                              | Beyond and Back                                                | композитор |
| 2012      | док |                                              | Designs for a Future War                                       | композитор |

## Дискография
| Релизы    | Релизы                       | Релизы                                  | Релизы                                  |
| --------- | ---------------------------- | --------------------------------------- | --------------------------------------- |
| Год       | Название                     | Лейбл                                   | Rate Your Music                         |
| 1992      | Memoirs of an Invisible Man  | Varèse Sarabande Records                | альбом (англ.) на сайте Rate Your Music |
| 1993 2009 | Batman: Mask of the Phantasm | Reprise Records La-La Land Records Inc. | альбом (англ.) на сайте Rate Your Music |
| 1996      | Escape From L.A.             | Milan Records                           | альбом (англ.) на сайте Rate Your Music |
| 1999      | Batman Beyond                | Rhino Records                           | альбом (англ.) на сайте Rate Your Music |
| 2003      | Willard                      | First Artists Management                | альбом (англ.) на сайте Rate Your Music |
| 2010      | The Flash                    | La-La Land Records Inc.                 | альбом (англ.) на сайте Rate Your Music |
| 2011      | Space: Above and Beyond      | La-La Land Records Inc.                 | альбом (англ.) на сайте Rate Your Music |

| Сборники | Сборники                             | Сборники                | Сборники                                |
| -------- | ------------------------------------ | ----------------------- | --------------------------------------- |
| Год      | Название                             | Лейбл                   | Rate Your Music                         |
| 2008     | Batman: The Animated Series          | La-La Land Records Inc. | альбом (англ.) на сайте Rate Your Music |
| 2012     | Batman: The Animated Series Volume 2 | La-La Land Records Inc. | альбом (англ.) на сайте Rate Your Music |

## Награды и достижения
| Хронология номинаций и наград | Хронология номинаций и наград                                                        | Хронология номинаций и наград | Хронология номинаций и наград                                                       | Хронология номинаций и наград                                              |
| Год                           | Результат                                                                            | Событие                       | Категория                                                                           | Номинируемое произведение                                                  |
| ----------------------------- | ------------------------------------------------------------------------------------ | ----------------------------- | ----------------------------------------------------------------------------------- | -------------------------------------------------------------------------- |
| 1993                          | Номинация                                                                            | Дневная премия «Эмми»         | Выдающиеся достижения в музыкальном руководстве и композиции                        | Эпизод «Искусство глины: часть II» мультсериала «Бэтмен»                   |
| 1995                          | Номинация                                                                            | Премия «Энни»                 | Лучшие личные музыкальные достижения в области анимации                             | Бэтмен (мультсериал)                                                       |
| 1995                          | Номинация                                                                            | Дневная премия «Эмми»         | Выдающиеся достижения в музыкальном руководстве и композиции                        | Бэтмен (мультсериал)                                                       |
| 1996                          | Награда (совместно с Харви Коэном)                                                   | Дневная премия «Эмми»         | Выдающиеся достижения в музыкальном руководстве и композиции                        | Бэтмен (мультсериал)                                                       |
| 1996                          | Номинация                                                                            | Премия «Эмми»                 | Выдающиеся личные достижения в музыкальной композиции для сериала                   | Космос: Далёкие уголки                                                     |
| 1997                          | Номинация                                                                            | Премия «Энни»                 | Лучшие личные достижения: музыка в телевизионной постановке                         | Супермен (мультсериал)                                                     |
| 1998                          | Номинация                                                                            | Дневная премия «Эмми»         | Выдающиеся достижения в музыкальном руководстве и композиции                        | Бэтмен и Супермен                                                          |
| 1999                          | Номинация                                                                            | Дневная премия «Эмми»         | Выдающиеся достижения в музыкальном руководстве и композиции                        | Эпизод «Legend of the Dark Night» мультсериала «Новые приключения Бэтмена» |
| 2000                          | Номинация (совместно с Кристофером Картером, Майклом Маккьюшеном и Лолитой Ритманис) | Дневная премия «Эмми»         | Выдающиеся достижения в музыкальном руководстве и композиции                        | Бэтмен будущего                                                            |
| 2001                          | Номинация (совместно с Кристофером Картером, Майклом Маккьюшеном и Лолитой Ритманис) | Премия «Энни»                 | Выдающиеся личные достижения в саундтреке для телевизионной анимационной постановки | Эпизод «The Accomplice» мультсериала «Проект Зета»                         |
| 2001                          | Награда (совместно с Лолитой Ритманис, Майклом Маккьюшеном и Кристофером Картером)   | Дневная премия «Эмми»         | Выдающиеся достижения в музыкальном руководстве и композиции                        | Бэтмен будущего                                                            |
| 2002                          | Номинация (совместно с Лолитой Ритманис, Кристофером Картером и Майклом Маккьюшеном) | Дневная премия «Эмми»         | Выдающиеся достижения в музыкальном руководстве и композиции                        | Проект Зета                                                                |

В составленном журналом MovieScore рейтинге Ширли Уокер находится на 90 месте среди кинокомпозиторов по совокупности собранной кассы (177 млн долларов) фильмами, над которыми они работали, и вышедшими в прокат в США в период с 2000 по 2009 годы.

## Членство в организациях
- Американская федерация музыкантов[англ.] (англ. American Federation of Musicians) — с 1962 года
- Национальная академия искусства и науки звукозаписи — с 1978 года
- Американское общество композиторов, авторов и издателей — с 1980 года
- Общество композиторов и песенников[англ.] (англ. Society of Composers & Lyricists) — с 1985 года
  - Вице-президент — 1988—1992 годы
  - В совете директоров — 1986—1994 годы
  - Комитет по условиям труда (англ. Working Conditions Committee) — 1987—1989 годы
- Американская телевизионная академия (англ. Academy of Television Arts & Sciences) — с 1987 года
  - Наградной комитет — 1987—1988 годы
- Broadcast Music, Inc. — с 1993 года
- Академия кинематографических искусств и наук — c 1994 года;
  - Исполнительный комитет музыкального отдела (англ. Executive Music Branch Committee) — с 1994 года[8].